# Якубех, Адам
А́дам Яку́бех (словац. Adam Jakubech; 2 января 1997 года, Прешов, Словакия) — словацкий футболист, вратарь.

## Клубная карьера
Якубех является воспитанником клуба «Татран» из родного города Прешов. До 17 лет тренировался в академии клуба, с 2014 года — игрок основной команды. 16 августа 2014 года дебютировал в поединке первой словацкой лиги против второй команды «Кошице». Всего за «Татран» сыграл 12 встреч.
В январе 2015 года перешёл в трнавский «Спартак». 23 мая 2015 года дебютировал в словацком чемпионате в поединке против «Дуклы».
С сезона 2015/2016 являлся основным голкипером команды.

## Карьера в сборной
Вызывался в юношеские сборные Словакии различных возрастов. Основным голкипером не был, преимущественно выступая в товарищеских матчах и турнирах. Вызывался в молодёжную сборную Словакии.